# John L. Gerin
John Louis Gerin (* 28. September 1937 in St. Paul, Minnesota) ist ein US-amerikanischer Mediziner.
Gerin studierte an der Georgetown University (Bachelor 1949) und der University of Tennessee in Knoxville, wo er 1961 seinen Masterabschluss machte und 1964 in Zoologie promoviert wurde. Danach war er Forscher am Abbott Laboratory, ab 1966 als Gruppenleiter. 1967 bis 1978 forschte er am Oak Ridge National Laboratory als Direktor des Rockville Laboratory. Er ist Professor Emeritus am Catholic Medical College in Seoul und ist seit 1978 Professor und Direktor der Abteilung für Mikrobiologie und Immunologie an der Georgetown University.
Gerin ist bekannt für die Forschung über Hepatitis-Viren, der Charakterisierung und Identifizierung verschiedener Virustypen, Studien zu deren Epidemiologie, der Entwicklung diagnostischer Verfahren und von Impfstoffen gegen Hepatitis A und E. Dabei arbeitete er eng mit Robert H. Purcell vom National Institute of Allergy and Infectious Diseases (NIAID) bei den National Institutes of Health zusammen.
Im Jahr 1977 entdeckte er mit Mario Rizzetto den Hepatitis-D-Virus.
1998 erhielt er mit Robert H. Purcell den König-Faisal-Preis in Medizin.
Er beriet das Albert Sabin Vaccine Institute und war Mitherausgeber des Journal of Clinical Laboratory Analysis, von Hepatology, dem Journal of Clinical Laboratory Investigation und von Vaccine Research.